# فلورنس استنلی
فلورنس استنلی (به انگلیسی: Florence Stanley) (زاده ۱ ژوئیه ۱۹۲۴-درگذشته ۳ اکتبر ۲۰۰۳) بازیگر آمریکایی بود.
از فیلم‌های معروف او می‌توان به بازی در فیلم  به‌دام‌افتاده در بهشت و زندانی خیابان دوم اشاره کرد.